# Nazionale di slittino della Norvegia
La nazionale di slittino della Norvegia è la rappresentativa nazionale della Norvegia in tutte le manifestazioni dello slittino, dalle Olimpiadi ai mondiali, passando per gli europei e la Coppa del Mondo.
Raggruppa tutta gli slittinisti di nazionalità norvegese selezionati dagli appositi organi ed è attualmente posta sotto l'egida della Norges Ake-, Bob- og Skeletonforbund (NABSF); sono inoltre previste squadre giovanili, che prendono parte ai Giochi olimpici giovanili, ai mondiali juniores, alle Coppe del Mondo juniores e giovani, nonché a tutte le altre manifestazioni internazionali di categoria.

## Storia
La federazione norvegese, che si occupa anche di bob e skeleton, è stata fondata a Lillehammer il 13 dicembre 1935 e le prime notizie di rappresentanti della squadra norvegese al via in competizioni internazionali si trovano a partire dal 1937, quando, proprio sulla pista casalinga di Oslo, si tenne la sesta edizione dei campionati europei.
Ai campionati continentali gli atleti norvegesi hanno conquistato un piazzamento sul podio in sei occasioni e di questi ben cinque furono ottenuti proprio nell'edizione di Oslo: nel singolo femminile conquistarono tutte e tre le medaglie, grazie rispettivamente a Titti Maartmann, Liv Jensen e Helen Galtung, mentre nel singolo maschile Wilhelm Klavenes e Harald Seegaard giunsero in seconda e terza posizione. La sesta e ultima medaglia mai ottenuta dagli slittinisti norvegesi in campo continentale è stata quella d'argento nel doppio ad Hammarstrand 1976 conquistata da Asle Strand ed Helge Svensen.
Nelle rassegne iridate la Norvegia ha fino ad oggi ottenuto una sola medaglia, quella d'oro nella rassegna inaugurale di questa manifestazione, ancora una volta sul tracciato di casa ad Oslo 1955, per merito di Anton Salvesen.
Ai Giochi olimpici la partecipazione degli atleti scandinavi è stata piuttosto sporadica ed anche i risultati ottenuti non sono quasi mai stati di alto livello; l'unica volta che i rappresentanti norvegesi si sono piazzati nei primi dieci posti in una prova olimpica è stata ad Innsbruck 1964 dove i norvegesi giunsero decimi nel doppio, grazie a Christian Hallén-Paulsen e Jan-Axel Strøm, e soprattutto quarti nel singolo uomini con Rolf Greger Strøm. Nella prova individuale femminile il miglior risultato è stato ottenuto da Pia Wedege ai Giochi casalinghi di Lillehammer 1994 in cui si classificò in tredicesima posizione.
Nessun slittinista norvegese inoltre è mai riuscito a salire su un podio in occasione di tappe di Coppa del Mondo; Thor Haug Nørbech è stato quello che più di tutti si è avvicinato ad infrangere questa striscia negativa giungendo quarto nel singolo uomini nella stagione 2012/13 sulla pista di Lake Placid.